# Jüdische Gemeinde Bray-sur-Seine

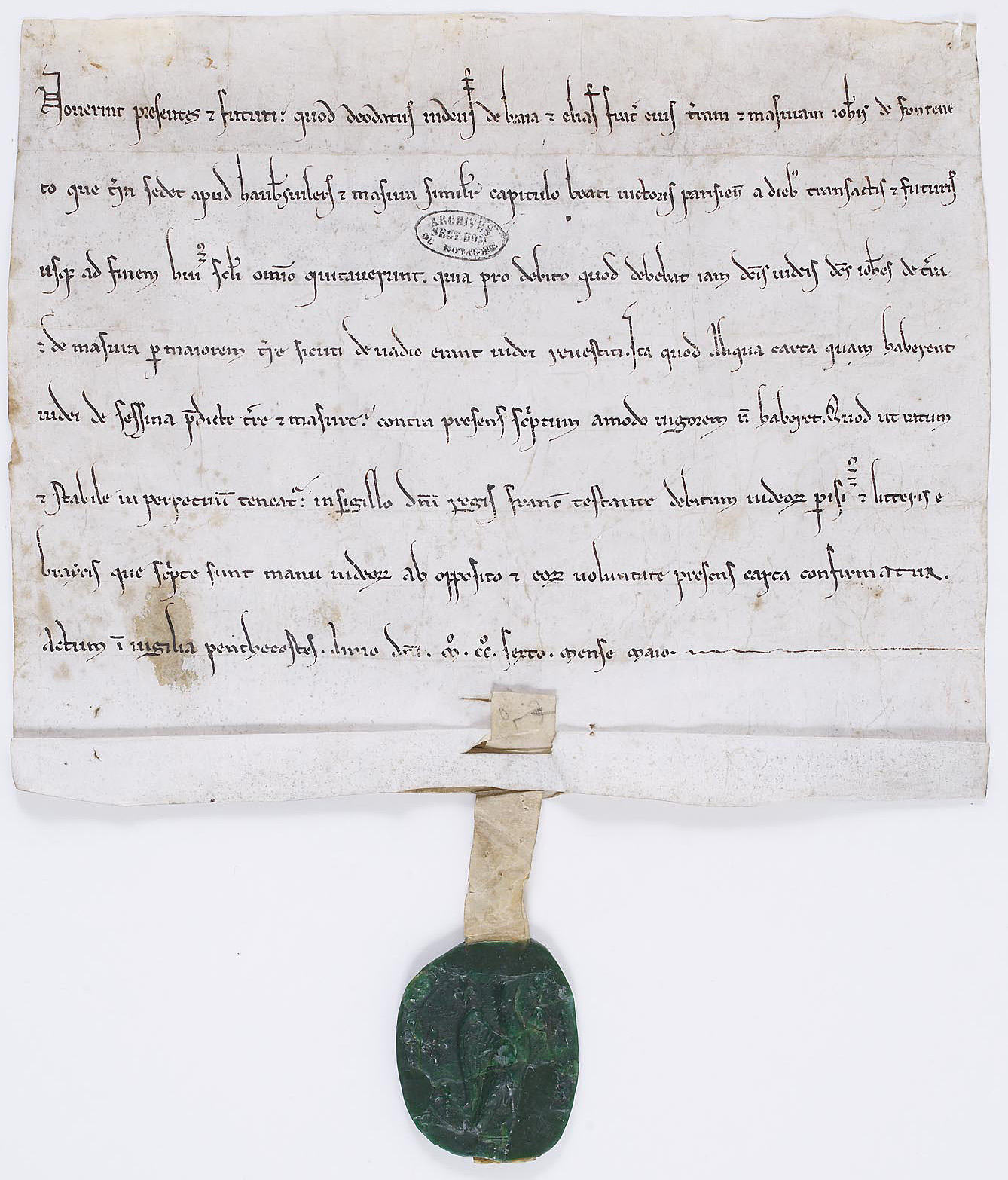
Urkunde im Nationalarchiv: Die Juden Matathyas und Elia in Bray-sur-Seine bestätigen am 20. Mai 1206, dass die Hypothek nicht mehr besteht

Die Jüdische Gemeinde in Bray-sur-Seine, einer französischen Gemeinde im Département Seine-et-Marne in der Region Île-de-France, existierte im Mittelalter.
Die abgebildete Urkunde beweist die Existenz von Juden in Bray-sur-Seine spätestens Anfang des 13. Jahrhunderts.
Nach der Ausweisung der Juden aus dem Königreich Frankreich im Jahr 1306 konnten wieder einige ab 1315 nach Bray-sur-Seine zurückkehren. Die nächste Ausweisung erfolgte im Jahr 1394 und das Niederlassungsverbot galt nun bis zur Französischen Revolution.
Die Rue des Juifs (Judengasse) wurde Anfang des 20. Jahrhunderts in Rue Emile Zola umbenannt.